# Chlorfenvinphos
Chlorfenvinphos ist ein Gemisch von zwei isomeren chemischen Verbindungen aus der Gruppe der organischen Phosphorsäureester.

## Gewinnung und Darstellung
Chlorfenvinphos kann durch Reaktion von m-Dichlorbenzol mit Dichloracetylchlorid und anschließende Reaktion des Zwischenproduktes mit Triethylphosphit gewonnen werden.

## Eigenschaften
Chlorfenvinphos ist eine in reiner Form farblose, als technisches Produkt bernsteinfarbene Flüssigkeit, die schwer löslich in Wasser ist. Das technische Produkt ist eine Mischung aus cis- and trans-Isomeren. Es enthält nicht weniger als 92 % Chlorfenvinphos, wobei eine typische Probe 9,7 % des cis- und 83,8 % trans-Isomers enthält. Das cis-Isomer ist dabei weniger als Insektizid wirksam als das trans-Isomer.

## Verwendung
Chlorfenvinphos ist ein Insektizid, das bis 1991 in den USA verwendet wurde. Danach wurde die Verwendung in den USA untersagt. Kommerzielle Präparate enthalten in der Regel 90 % Chlorfenvinphos in flüssiger Form. Chlorfenvinphos wirkt als Cholinesterasehemmer und hydrolysiert in Lösung langsam.

## Zulassung
In der Schweiz war Chlorfenvinphos in einigen Präparaten gegen Kohl-, Möhren- und Zwiebelfliege im Gemüseanbau zugelassen. In den EU-Staaten einschließlich Deutschland und Österreich sowie in der Schweiz sind heute keine Pflanzenschutzmittel mehr zugelassen, die Chlorfenvinphos als Wirkstoff enthalten. Das Europäische Arzneibuch legt als Grenzwert für Chlorfenvinphos-Rückstände in pflanzlichen Drogen 0,5 mg·kg−1 fest.